# Deonise Cavaleiro
Deonise Cavaleiro gift Fachinello, född 20 juni 1983, är en brasiliansk tidigare handbollsspelare. Hon blev världsmästare 2013 vid VM i Serbien.

## Klubbkarriär
Deonise Cavaleiro började spela handboll på en skola. Hon var först målvakt, men blev snart niometersspelare. Vid 15 års ålder flyttade Deonise Cavaleiro till Cascavel, där hon spelade handboll för Escola Alfa i tre år. Hon spelade sedan för University of Ulbra från Canoas i ett och ett halvt år. Här drabbades hon av en allvarlig axelskada, och hon ville då  avsluta sin karriär. Hon ändrade sig och fortsatte sin karriär i Guarulhos. Efter 16 månader med klubben från Guarulhos gick hon till klubben Metodista.
Ett halvår senare fick hon ett erbjudande från Europa. Hon fortsatte sin idrottskarriär i den spanska klubben Club León Balonmano, med vilken hon vann spanska cupen Copa ABF säsongen 2006–2007. Hon skrev sen kontrakt med SD Itxako. Med Itxako nådde Cavaleiro finalen i EHF-cupen säsongen 2007–2008. Hon gick sedan till den österrikiska klubben Hypo Niederösterreich. Men hon återvände till Itxako i januari  2009.
Sommaren 2009 skrev Cavaleiro kontrakt med den franska HAC HB från Le Havre. Två säsonger senare återvände hon till Itxaco, med vilken hon vann det spanska mästerskapet 2012.  Sommaren 2012 återvände hon till Hypo Niederösterreich.  Med Hypo vann hon både det österrikiska mästerskapet och ÖHB-cupen säsongerna 2012–2013 och 2013–2014. I EHF Champions League 2012–2013 blev Hypo Niederösterreich utslagen efter den inledande omgången, men kvalificerade sig för cupvinnarcupen i handboll Hypo vann finalen mot Issy Paris Hand. Sommaren 2014 gick hon till den rumänska CSM Bukarest med vilken hon blev rumänsk mästare 2015. I december 2015 valde hon Nykøbing Falster HK för nästa säsong. Säsongen 2016–2017 spelade hon för Odense Håndbold.  Hon återvände till Rumänien och spelade för CS Măgura Cisnădie.  I december 2018 flyttade hon till SCM Craiova.  Inför säsongen 2019–2020 flyttade Cavaleiro till den franska Bourg-de-Péage Drôme Handball, och hon spelade där till slutet av säsongen 2020–2021. Efter att Cavaleiro avslutat sin karriär fortsatt hon som tränare i den ungerska Debreceni VSC 2021 där hon gjorde en kort comeback. Efter säsongen 2021–2022 avslutade hon sin spelarkarriär definitivt och blev sportchef för Debreceni VSC.

## Landslagskarriär
Deonise Cavaleiro började landslagskarriären i det brasilianska juniorlandslaget och ingick sedan i truppen till seniorlandslaget. Med Brasilien deltog hon i de 15:e panamerikanska spelen i Rio de Janeiro, de 16:e panamerikanska spelen i Guadalajara och de 17:e panamerikanska spelen i Toronto, där hon vann guldmedaljen alla tre gångerna. Hon tävlade också vid de olympiska spelen 2008 i Peking, de olympiska spelen 2012 i London och de olympiska spelen 2016 i Rio de Janeiro.
Cavaleiro spelade flera VM-turneringar för Brasilien mellan 2007 och 2019. Vid VM 2013 i Serbien vann hon VM-titeln hennes främsta merit.  Hon har också vunnit Panamerikanska mästerskapet 2007, 2011, 2013 och 2017.Hon har spelat 204 landskamper och gjort 424 mål i landslaget. 